# Llei sobre l'exclusió dels anarquistes
La llei sobre l'exclusió dels anarquistes als Estats Units (en anglès, Anarchist Exclusion Act) són dues lleis adoptades pel Congrés dels Estats Units que prohibien l'entrada d'emigrants sospitosos de tenir idees anarquistes i permetien deportar als que ja hi eren.
La primera llei es va presentar en 1903 i sembla que va tenir poc impacte, ja que segons el Comisionat General d'Immigració estunidenc només es va denegar l'entrada al país a quinze anarquistes entre 1903 i 1914.
En 1918 es va esmenar l'anterior llei per a endurir-la (per exemple, permetia a més deportar els immigrants anarquistes que ja havien entrat), ampliar-la, i detallar-la. Aquesta segona llei també és coneguda com a llei Dillingham-Hardwick. Va estar en vigor fins al 1952.